# Pentaphragma

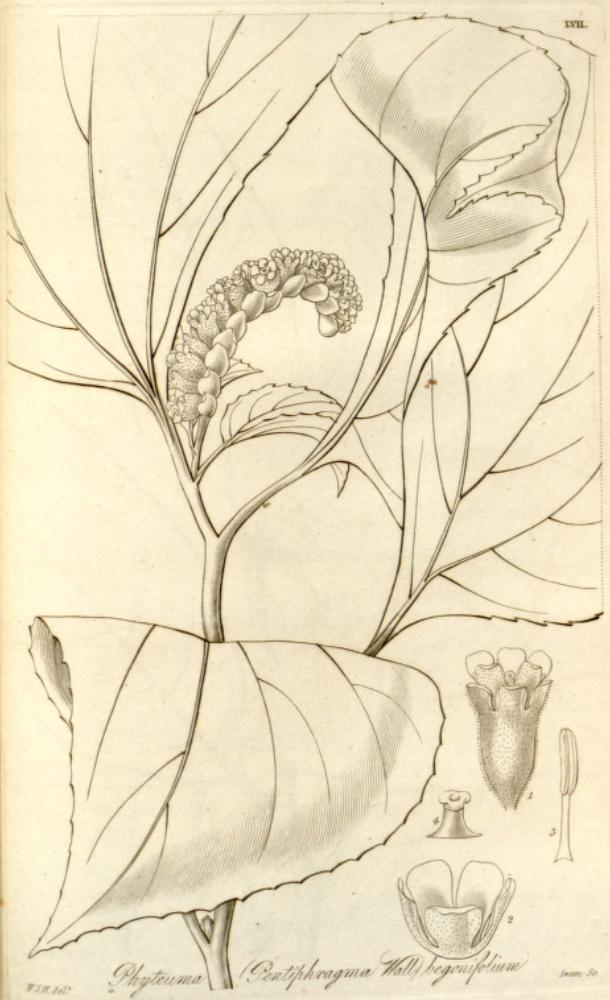
Kresba Pentaphragma begoniaefolium

Pentaphragma je jediný rod čeledi Pentaphragmataceae vyšších dvouděložných rostlin z řádu hvězdnicotvaré (Asterales). Rod zahrnuje asi 30 druhů více či méně sukulentních bylin s velkými listy a květy v nápadně spirálovitých květenstvích, rozšířených v tropické Asii.

## Popis
Zástupci rodu Pentaphragma jsou vytrvalé a víceméně sukulentní byliny s jednoduchými střídavými a dosti velkými listy. Listy jsou celistvé, celokrajné nebo zubaté, bez palistů, s asymetrickou bází. Květy jsou oboupohlavné, většinou pětičetné, ve spirálovitých vrcholících. Kalich i koruna jsou volné, koruna je často dužnatá. Koruna je pravidelná, kališní lístky jsou asymetrické, nejčastěji 2 širší a tři úzké, nápadné, petaloidní, u některých zástupců delší než koruna. V přehrádce mezi hypanthiem a semeníkem jsou nektáriové jamky. Tyčinek je 5, jsou přirostlé v korunní trubce. Semeník je spodní, srostlý ze 2 až 3 plodolistů, se stejným počtem komůrek. Čnělka je jedna. Vajíček je mnoho, placentace je axilární. Plodem je bobule korunovaná vytrvalým okvětím.

## Rozšíření
Rod zahrnuje asi 30 druhů a je rozšířen v jihovýchodní Asii od jižní Číny po Filipíny a Papuu Novou Guineu. Centrum rozšíření je v západní Malajsii.

## Taxonomie
V tradičních botanických systémech (Cronquist, Dahlgren, Tachtadžjan) byla čeleď Pentaphragmataceae řazena do řádu zvonkotvaré (Campanulales).
Molekulárními studiemi bylo zjištěno, že tato čeleď není bezprostředně sesterskou skupinou čeledi zvonkovitých (Campanulaceae), od níž se odlišuje především cymózními květenstvími, absencí latexu, unikátními nektárii a petaloidním kalichem.